# علاقات فلسطين والاتحاد الأوروبي

فلسطين / إسرائيل دول تعترف بإسرائيل فقط دول تعترف بفلسطين فقط دول تعترف بكل من فلسطين و إسرائيل

أقيمت العلاقات بين الاتحاد الأوروبي ومنظمة التحرير الفلسطينية (م.ت.ف) في عام 1975 كجزء من الحوار العربي الأوروبي. الاتحاد الأوروبي عضو في اللجنة الرباعية، وهو أحد أكبر مانح للمساعدات الخارجية للفلسطينيين. تعترف 9 من أصل 28 دولة عضو في الاتحاد الأوروبي بفلسطين، اعتباراً من 2015. في عام 2014، أصبحت السويد أول دولة تعترف بفلسطين؛ وكانت الدول الأخرى قد اعترفت قبل انضمامها إلى الاتحاد.

## كتابات أخرى
- European Union Policy towards the Arab-Israeli Peace Process. The Quicksands of Politics. Musu. Basingstoke: Palgrave Macmillan. 2010. {{استشهاد بكتاب}}: الوسيط |الأول= يفتقد |الأخير= (مساعدة) والوسيط غير المعروف |الرقم المعياري= تم تجاهله يقترح استخدام |ردمك= (مساعدة)صيانة الاستشهاد: آخرون (link)
- Persson, Anders (2015). The EU and the Israeli-Palestinian Conflict, 1971-2013: In Pursuit of a Just Peace. Lanham: Lexington Books. ISBN 978-0-7391-9244-3